# 東畑開人
東畑 開人（とうはた かいと、1983年 - ）は、日本の臨床心理学者、臨床心理士・公認心理師。専攻は精神分析と医療人類学。白金高輪カウンセリングルーム主宰。慶應義塾大学大学院社会学研究科訪問教授。立命館大学大学院人間科学研究科客員教授。日本心理臨床学会評議員、同理事、同常任理事。

## 略歴
東京都生まれ。栄光学園中学校・高等学校を経て、2005年に京都大学教育学部を卒業。2007年に京都大学大学院教育学研究科修士課程を修了。2010年に京都大学大学院教育学研究科博士後期課程を修了し、「心理臨床における美の問題」で京都大学より博士（教育学）の学位を取得。精神科クリニックでの勤務を経て、2014年、十文字学園女子大学専任講師、2019年、同大学准教授。2022年に同大学を退職し、白金高輪カウンセリングルームに専念。2021年より慶應義塾大学大学院社会学研究科で訪問准教授も務める。2019年、『居るのはつらいよ』で大佛次郎論壇賞、紀伊國屋じんぶん大賞受賞。

## 著作

### 単著
- 『美と深層心理学』(京都大学学術出版会、2012年)
- 『野の医者は笑う―心の治療とは何か』（誠信書房、2015年）
- 『日本のありふれた心理療法―ローカルな日常臨床のための心理学と医療人類学』（誠信書房、2017年）
- 『居るのはつらいよ―ケアとセラピーについての覚書』（医学書院、2019年）
- 『心はどこへ消えた？』（文藝春秋、2021年）
- 『なんでも見つかる夜に、こころだけが見つからない』（新潮社、2022年）
- 『聞く技術　聞いてもらう技術』(ちくま新書、2022年)
- 『ふつうの相談』（金剛出版、2023年）
- 『雨の日の心理学―こころのケアがはじまったら』（KADOKAWA、2024年）
- 『カウンセリングとは何か―変化するということ』（講談社現代新書、2025年）

### 共著
・『臨床のフリコラージュ』（青土社、2023年）斎藤環との対談

### 連載
- 「心はつらいよ」（文藝春秋『週刊文春』、2020-2021）
- 「社会季評」（朝日新聞、2020-）
- 「贅沢な悩み」（文藝春秋『文學界』2024-）

## 監訳
- ジェイムス・デイビス『心理療法家の人類学―こころの専門家はいかにして作られるのか』（誠信書房、2018年）
- ドナルド・ロバートソン『認知行動療法の哲学―ストア派と哲学的治療の系譜』（金剛出版、2022年）

## 論文
- researchmap

## 受賞
- 2013年、日本心理臨床学会奨励賞
- 2019年、大佛次郎論壇賞
- 2020年、紀伊国屋じんぶん大賞
- 2021年、多文化間精神医学会奨励賞